# South Bound Saurez

South Bound Saurez är en låt av Led Zeppelin på albumet In Through the Out Door från 1979. Låten är skriven av Robert Plant och John Paul Jones. Denna låt och All My Love (från samma skiva) är de enda låtarna i Led Zeppelins katalog där inte Jimmy Page står som låtskrivare. Orsaken till det torde vara Page heroinmissbruk under den här perioden.